# Łąkie (powiat grodziski)
Łąkie  (dawniej: Stare Łąkie, Łąkie Stare) – wieś w Polsce położona w województwie wielkopolskim, w powiecie grodziskim, w gminie Rakoniewice.

## Historia
Miejscowość pierwotnie związana była z Wielkopolską. Ma metrykę średniowieczną i istnieje co najmniej od końca XIV wieku. Wymieniona w dokumencie zapisanym po łacinie z 1399 Lanke, 1428 Ląnke, 1445 Lankye, 1462 Ląnka, 1483 Lanka, 1510 Lanky, 1530 Lang, 1566 Ląkie.
W 1445 miejscowość leżała w powiecie kościańskim Korony Królestwa Polskiego i była wsią szlachecką. W 1510 leżała w parafii Gościeszyn. Należała do przedstawicieli lokalnej szlachty wielkopolskiej Jaromirskich, Błockich, Tłockich, Proskich, Strzeżmińskich, Pożarowskich.
W początku XV wieku archiwa sądowe odnotowały procesy o wieś. W latach 1399–1401 Jan Jaromirski toczył procesy z Adamem Rakoniewskim o połowę wsi. W 1424 wzmiankowano Henryka Kotwicza ze wsi Łąkie. W 1445 Dorota z Robaczyna sprzedała Łąkie Piotrowi z Błocka za 300 grzywien. W 1462 Andrzej Błocki sprzedał bratu Janowi Błockiemu części we wsiach Łąkie oraz Błocko za 120 grzywien. W 1463 Jan Błocki zapisał żonie Zofii oprawę na kwotę 200 grzywien na wsi Łękie oraz na połowie majątku w Błocku. W 1464 Wojciech Błocki zapisał żonie Helenie po 35 grzywien posagu oraz wiana na połowie swojego majątku we wsiach Łąkie i Błocko. W 1482 Jan Tłocki z Tłoków zakupił od Andrzeja Błockiego części dziedzin we wsiach Łąkie oraz Błocko. W 1505 wymienił ze swoimi siostrami Barbarą i Jadwigą części wsi Łąkie i Błocko na całą wieś Rzeszotarzewo. W 1525 Jan zapisał swojej żonie Elżbiecie po 500 złotych polskich posagu i wiana na połówkach wsi Tłoki i Rzeszotarzewo, na 1/2 swoich części wsi Łąkie i Błocko oraz na połowie młyna zwanego Stary Młyn, który miał odziedziczyć po śmierci matki Katarzyny Tłockiej.
W 1483 Katarzyna Błocka żona Jana z Łukowa dała mężowi dwie swoje części po ojcu i matce we wsiach Łąkie i Błocko w zamian za czynsz roczny, a ten zapisał jej po 100 grzywien posagu oraz wiana na tych majętnościach. W 1499 Jan Błocki zapisał żonie Jadwidze po 33 grzywny szer. groszy posagu i wiana na połowie swoich części w Łąkie i Błocku, na połowie folwarków w tych wsiach oraz na dworze i domu w Błocku. W 1529 nastąpił podział części wsi Łąkie i Błocko. Agnieszka Błocka wdowa po Macieju z synami Marcinem i Bartłomiejem otrzymują we wsi Łąkie jeden półłanek z gospodarującym na nim kmieciem imieniem Wybircz oraz 3 półłanki opuszczone. Nowi właściciele zobowiązani byli płacić co roku 6 groszy czynszu ze swojej części. Kolejną część wsi otrzymali bracia niedzielni Stefan, Piotr, Łukasz, Mikołaj i Andrzej Błoccy, którzy dostali jeden półłanek z gospodarującym na nim kmieciem Kunaszem oraz jeden półłanek opuszczony, który zamieszkiwał wspomniany kmieć. Nowy podział miał trwać tak długo, dopóki Marcin i Bartłomiej synowie Agnieszki mieli otrzymać od drugiej strony sumy 83 grzywien oraz jeden wiardunek.
Miejscowość odnotowały historyczne rejestry podatkowe. W 1510 we wsi były 4 łany osiadłe, 4 łany opuszczone oraz opustoszałe sołectwo. Wynajmowano ziemię do uprawy innym wsiom. Odnotowano także w okolicy bory oraz łąki. W 1530 we wsi odbył się pobór podatków z 2 łanów. W 1563 pobrano podatki z części Piotra Błockiego oraz Macieja Proskiego. W 1564 odnotowano jeden łan należący do kmieci. W 1566 miał miejsce pobór z części należącej do Baltazara Strzeżmińskiego z Trzcianki oraz z części Jana Błockiego z 2 łanów, karczmy dorocznej. W latach 1580–1583 odnotowano pobór z części Wojciecha Błockiego od jednego łana, z części Marcina Pożarowskiego z 3 i 1/4 łana. W 1581 pobrano podatki z części Wojciecha Błockiego od jednego łana, a z części Marcina Pożarowskiego od 5 zagrodników oraz karczmarza z 1/4 łana.  
Wskutek II rozbioru Polski w 1793 wieś przeszła pod władanie Prus i jak cała Wielkopolska znalazła się w zaborze pruskim. W okresie Wielkiego Księstwa Poznańskiego (1815-1848) miejscowość wzmiankowana jako Łąki należała do wsi większych w ówczesnym powiecie babimojskim rejencji poznańskiej. Łąki należały do rakoniewickiego okręgu policyjnego tego powiatu i stanowiły część majątku Dąbrowa, który należał wówczas do Macieja Mielżyńskiego. Według spisu urzędowego z 1837 roku Łąki liczyły 236 mieszkańców, którzy zamieszkiwali 14 dymów (domostw).
Pod koniec XIX wieku Łąkie Stare i Łąkie Nowe należały do powiatu babimojskiego. Obie miejscowości liczyły łącznie 52 dymy i 561 mieszkańców (katolicy i 4 protestantów).
W latach 1975–1998 miejscowość należała administracyjnie do województwa poznańskiego.